# Muhammad Abdo
Muhammad Abdo (1849 – 11. července 1905, Káhira) byl egyptský islámský teolog, reformátor a publicista. Zakladatel egyptského islámského modernismu. Po neúspěšném pokusu Ahmeda ‘Urabiho zbavit se britské nadvlády v roce 1882 odešel do exilu v Paříži, kde vydával časopis Al-Urwa al-wuská, který podporoval snahy o samostatnost arabských národů.